# His Supreme Moment
His Supreme Moment é um filme mudo do gênero drama produzido nos Estados Unidos e lançado em 1925. É atualmente considerado filme perdido.